# Tragöß-Sankt Katharein
Tragöß-Sankt Katharein è un comune austriaco di 1 917 abitanti nel distretto di Bruck-Mürzzuschlag, in Stiria. È stato creato il 1º gennaio 2015 dalla fusione dei precedenti comuni di Tragöß e Sankt Katharein an der Laming; capoluogo comunale è Sankt Katharein an der Laming.